# Реакция Торпа
Реакция Торпа — химическая реакция самоконденсации алифатических и ароматических нитрилов, катализируемая основаниями. В результате реакции образуется соответствующий енамин.
Реакция была открыта Ф. Торпом.

## Реакция Торпа-Циглера
Реакция Торпа-Циглера или метод Циглера являются внутримолекулярной модификацией реакции Торпа, исходным веществом которой является динитрил, а продуктом — циклический кетон, который образуется после кислотного гидролиза промежуточного енамина.